# Ephedra multiflora
Ephedra multiflora là một loài thực vật hạt trần trong họ Ephedraceae. Loài này được Phil. ex Stapf mô tả khoa học đầu tiên năm 1887.